# Neocatolaccus tylodermae
Neocatolaccus tylodermae är en stekelart som först beskrevs av William Harris Ashmead 1893.  Neocatolaccus tylodermae ingår i släktet Neocatolaccus och familjen puppglanssteklar. Inga underarter finns listade i Catalogue of Life.